# Leptotrichella euchlora
Leptotrichella euchlora là một loài rêu trong họ Dicranaceae. Loài này được Mont. Ochyra mô tả khoa học đầu tiên năm 1997.